# كرسول لحوي
كرسول لحوي (الاسم العلمي:Crassula barbata) هو نوع نباتي يتبع جنس الكرسول من فصيلة الكرسولية.